# Fernelia buxifolia
Fernelia buxifolia Lam., 1788 è un arbusto appartenente alla famiglia delle Rubiaceae, endemico delle isole Mascarene, in particolare Mauritius, Réunion e Rodrigues.

## Descrizione
Nota nei territori di origine come bois de buis, si tratta di un arbusto o un piccolo albero, monoico o ermafrodita, con portamento espanso, che può raggiungere un'altezza compresa tra 1 e 4 metri. La corteccia è di colore grigio chiaro o marrone chiaro, con striature trasversali e tende a staccarsi a placche.
Le foglie sono di piccole dimensioni, opposte, coriacee, con un picciolo molto corto e di forma ellittica, ovale, obovata o quasi circolare. La pagina superiore è lucida, di colore verde scuro, mentre le foglie giovani presentano tonalità più chiare. L'apice fogliare è munito di una piccola punta e sulla pagina inferiore sono visibili delle domazie.
La fioritura è caratterizzata da un gran numero di piccoli fiori bianchi e profumati, unisessuali, generalmente solitari, raramente in coppia, inseriti all'ascella delle foglie.
I frutti sono bacche sferiche, con un diametro compreso tra 4 e 7 mm. Contengono numerosi semi di piccole dimensioni, appiattiti, di forma triangolare e colore marrone chiaro.